# A1 Team Duitsland
Het A1 Team Duitsland was een Duits raceteam dat deelnam aan de A1 Grand Prix.
Eigenaar van het team was Willi Weber, vroeger bekend als de manager van Michael Schumacher. De wagen was gespoten in de kleuren van de Duitse vlag.
In het tweede seizoen van de A1GP won Duitsland de wereldtitel, hiermee werd het het tweede land dat de titel won. Deze titel was vooral te danken aan de negen overwinningen die Nico Hülkenberg behaalde. In alle seizoenen samen behaalde het Duitse team elf overwinningen.

## Coureurs
De volgende coureurs hebben gereden voor Duitsland, met tussen haakjes het aantal races.
- Nico Hülkenberg (20, waarvan 9 overwinningen)
- Michael Ammermüller (18, waarvan 1 overwinning)
- Timo Scheider (14)
- Christian Vietoris (8, waarvan 1 overwinning)
- Adrian Sutil (6)
- André Lotterer (2)
- Sebastian Stahl (2)